# Fågeltofta
Fågeltofta är kyrkbyn i Fågeltofta socken i Tomelilla kommun i Skåne. Orten ligger norr om Tomelilla, nordväst om Simrishamn och vid Riksväg 19 med Fågeltofta kyrka i öster.